# Rudolf Ludwig
Rudolf Ludwig (* 1. Mai 1910 in Dresden; † 10. September 1969 in Meran) war ein deutscher Mathematiker und Flugmechaniker.

## Leben
Rudolf Ludwig war der Sohn des aus Oberoderwitz stammenden Büroassistenten und späteren Reichsbahnoberinspektors Kurt Wilhelm Gustav Ludwig (1877–1930) und dessen Ehefrau Antonie Minna Kamilla geborene Maucksch (1879–1946), die 1904 in Dresden heirateten. Rudolf wurde in Dresden geboren und begann dort 1930 ein Studium der Mathematik an der Technischen Hochschule Dresden. Er promovierte im Jahre 1937 bei Paul Eugen Böhmer mit der Dissertation Theorie der monotonen Streckenzüge und ihre Anwendung auf komplexe Reihen. Im darauffolgenden Jahr wurde er Assistent an der TH Dresden.
Nach Ende des Zweiten Weltkrieges wurde Ludwig in der Westzone im Jahre 1947 Assistent an der Technischen Hochschule Braunschweig. Er habilitierte sich 1952 mit der Arbeit Über Iterationsverfahren für Gleichungen und Gleichungssysteme. Von 1953 an arbeitete er an der Deutschen Forschungsanstalt für Luftfahrt, wo er zeitweilig das Rechenzentrum leitete. Rudolf Ludwig wurde 1959 zum außerplanmäßigen Professor an der TH Braunschweig ernannt. Zu Rudolf Ludwigs Doktoranden zählt der Statistiker Karl Bosch.

## Schaffen
Ludwig spezialisierte sich anfangs auf Geometrie und Analysis und wandte sich dann der praktischen Anwendung zu, der Flugmechanik, numerischen Mathematik und rechentechnischen und algorithmischen Umsetzung.

## Publikationen
- Theorie der monotonen Streckenzüge und ihre Anwendung auf komplexe Reihen, Dissertation, 1937.
- Näherungswerte und Restabschätzungen komplexer Reihen durch eine geometrische Methode, in: Deutsche Mathematik 5, 1940.
- Analytische Untersuchungen und konstruktive Erweiterungen zu den graphischen Integrationsverfahren v. Meißner u. Grammel, in: Zeitschrift für Angewandte Mathematik und Mechanik 31, 1951.
- Verbesserung einer Iterationsfolge bei Gleichungssystemen, in: Zeitschrift für Angewandte Mathematik und Mechanik 32, 1952.
- Über zwei Näherungskonstruktionen zur Mercatorkarte, in: Zeitschrift für Angewandte Mathematik und Mechanik 32, 1952.
- Bemerkungen zur günstigsten projektiven Abbildung von Skalen und Nomogrammen, in: Zeitschrift für Angewandte Mathematik und Mechanik 34, 1954.
- Ein praktisches Verfahren zur Lösung biquadratischer Gleichungen mit nur komplexen Wurzeln, in: Zeitschrift für Angewandte Mathematik und Mechanik 35, 1955.
- Arbeitsmethoden der optischen Pyrometrie, zus. m. Karl-Joachim Euler, Karlsruhe, 1960.
- Ausgleichsrechnung durch normierte Orthogonalpolynome für diskrete Argumente, in: Elektronische Datenverarbeitung 6, 1964.
- Elektronische Rechenanlagen in der Luft- und Raumfahrt, in: Luftfahrttechnik – Raumfahrttechnik 11, 1965.
- Methoden der Fehler- und Ausgleichsrechnung. Mit ALGOL-Prozeduren, Vieweg & Teubner, Wiesbaden, 1969. Darin: ein biographischer Abriss.